# Bracon glaphyrus
Bracon glaphyrus är en stekelart som beskrevs av Marshall 1897. Bracon glaphyrus ingår i släktet Bracon och familjen bracksteklar. Inga underarter finns listade.